# Microcyclops arenicola
Microcyclops arenicola – gatunek widłonoga z rodziny Cyclopidae. Nazwa naukowa tego gatunku skorupiaków została opublikowana w 1960 roku przez niemieckiego zoologa Friedricha Kiefera.